# Stripchat
Stripchat（ストリップチャット）は、国際的なアダルトサイトであり、ソーシャルネットワークである。ヌードや性行為を含むウェブカメラでのパフォーマンスを、従来型、バーチャルリアリティ、モバイル放送を通じて、無料でライブストリーミング配信している。
SimilarWebによると、同サイトの月間平均訪問者数は7億人を超える。同サイトは2016年に初めて開設され、以来、XBIZ Europa Awardsの「Cam Site of the Year」や「Cam Company of the Year」など数々の賞を受賞している。
同社は、ニューオーリンズのスーパードームの名称変更に1500万ドルを提供したり、『ミッション：インポッシブル／デッド・リコン』撮影現場から立ち去ったクルーに仕事を提供するなど、物議を醸すキャンペーンやオファーでメインストリームの注目を集めてきた： トム・クルーズが暴言を吐いた後、『インポッシブル-死闘篇-』の撮影現場から立ち去ったクルーに仕事を提供した。

## COVID-19 パンデミック
COVID-19の大流行により、Stripchatをはじめとするカムサイトは2020年に大きな成長を遂げた。2020年3月の閉鎖期間中、米国や英国などの国々でサイトへのアクセスが25％急増した。ほとんどの国で規制が解除された後もトラフィックは増加し続け、8月には従来のトラフィックパターンと逆に、1月の約6,000万件から約1億2,000万件のピークを記録した。2020年11月までの月間アクセス数は、1年前の2倍以上となった。同じ期間に、サイトに登場するモデルの数は30万人増加した。BBCニュースのインタビューに応じた担当者は、従来のAV撮影現場での制作不足のため、他のタイプのセックスワーカーやアマチュアと同様に、伝統的なアダルトパフォーマーの多くがカムに移行したと述べた。Stripchatは、新規ユーザーに無料トークンを提供することで、新規パフォーマーの参入による競争激化を相殺しようとした。
同サイトへの新規ユーザーの多くは、勤務形態の変化によるものだ。同社が2020年6月に発表したデータによると、サイトへの訪問者の75％は午前10時から午後6時の間に訪れた。
2020年6月、COVIDパンデミックにより多くのビジネスが長期停止したことを受け、Stripchatは中小企業にプラットフォーム上での無料広告を提供した。同社は、人気モデルに送るブランド服を送ってほしいと中小企業に依頼した。画材会社、勃起不全治療器、写真スタジオ、メイクアップアーティストなど複数の企業が応募し、採用された。モデルたちは定期的なショーでその服を着用した。

## セクシュアリティ・リソース・センター
アダルトコンテンツに加え、Stripchatは「セクシュアリティ・リソース・センター」を運営し、セックスや人間関係の問題に関する質問にセラピストが答える動画を配信している。同サイトは、ユーザーへの調査で多くの人がカム視聴に不安を感じていることが判明したため、2019年7月にSexual Health Allianceのライセンスを持つセラピストによるライブストリーミングセッションの開催を開始した。
Stripchatはプロスポーツ選手やスポーツ団体とのビジネス関係を繰り返し求めてきた。2020年、Stripchatはスーパードームの命名権獲得を目指し、ニューオーリンズ・セインツに1500万ドルを提供した。2021年3月、同社はイタリアのタイヤ会社ピレリに代わり、インテル・ミラノの主要スポンサーとなるべく2000万ポンドの入札を行った。